# Mouloudia Club d'Oujda
El Mouloudia Club d'Oujda (àrab: نادي المولودية الوجدية, Nādī al-Mūlūdiyya al-Ūjdiyya) és un club de futbol marroquí de la ciutat d'Oujda. Va ser fundat el 16 de març de 1946.

## Presidents
- Bencheikh: (1946-1948)
- Sebti: (1948-1949)
- Mostafa Belhachmi: (1949-1988)
- Belkacem Benchaou: (1988-1989 i 1992-1993)
- Abdelhamid Belahbib: (1989-1992)
- Najem Lehbil: (1993-1995)
- Abdelmalek El Hebil: (1995-1996)
- Mohammed Kaouachi: (1996-1999)
- Mohammed Lehmami: (1999-2000)

## Palmarès
- Lliga marroquina de futbol:[1]
  - 1975
- Copa marroquina de futbol:[2]
  - 1957, 1958, 1960, 1962
- Segona divisió marroquina de futbol:
  - 2003
- Campionat del Magreb:
  - 1972
- Coupe de la jeunesse:
  - 1960
- Coupe Toto-foot:
  - 1963

## Futbolistes destacats
- Rachid Neqrouz
- Hassane Alla
- Abdelkarim Kissi
- Edgar Loué